# Валенсійська тайфа
Валенсійська тайфа (ісп. Taifa de Valencia; араб. طائفة بلنسية) — в 1010–1085, 1076–1099, 1145–1147 і 1229–1238 роках ісламська монархічна держава на Піренейському півострові зі столицею в місті Валенсія. Арабською — емірат Балансія.

## Історія
У 1009 році з початком занепаду Кордовського халіфату в Валенсії спалахнуло повстання сакаліба, вірних роду Амірідів (нащадків аль-Мансура). 1010 року сакаліба Мубарак і Музаффар стали практично незалежними правителями Валенсії. Втім у 1017 їх повалив інший сакаліба Лабіб аль-Фата. 1019 році почалися сутички з тайфою Денья.
1021 році владу в Валенії захопив представник Амірідів Абд аль-Азіз, що розпочав активну зовнішню політику — воював поперемінно з християнськими державами і сусідніми тайфами.
У 1060-х роках починаються невдалі війни проти Кастилії, чим скористався аль-Мамун, емір Толедо, що 1065 року встановив свою владу у Валенсії. У 1076 році Аміріди відновиkи владу в тайфі, але змушені були маневрувати між Сарагоською та Толедською тайфою, а також зважати на Кастилію. 1086 року за підтримки останньої було повалено династію Амірідів, а Валенсійська тайфа стала васалом кастильських королів.
З 1090 року влада у Валенсії фактично належала Сіду Кампеадору, який 1094 року офіційно став правителем. Невдовзі після смерті Сіда, у 1102 році Валенсію захопили Альморавіди.
З 1129 року починає занепадати влада Альморавідів в Аль-Андалусі. 1145 року було відновлено Валенсійську тайфу. Втім внаслідок боротьби за владу тайфу було послаблено, в результаті Валенсію захопили війська Мурсійської тайфи. У 1172 році разом з Мурсією стала частиною держави Альмохадів.
У 1224 році починає руйнуватися влада Альмохадів, чим скористався Зайян ібн Марданіс, який відновив незалежність Валенсійської тайфи. Йому довелося вести оборонні бої з Ібн Худом, що підкорив майже увесь Аль-Андалус. В обмін на підтримку визнав зверхність Арагонського королівства.
У 1232 року арагонські війська виступили проти тайфи. 1236 року було підписано мирну угоду, за якою передав Арагону частину тайфи та підтвердив свій васалітет. Втім у 1238 року арагонці захопили Валенсію.

## Еміри

### Сакаліба
- Мубарак (1010—1018)
- Музаффар (1010—1018)
- Лабіб аль-Фата (1018—1019)
- Муджахід аль-Амірі (1018—1021)

### Аміріди
- Абд аль-Азіз (1021—1061)
- Абд аль-Малік (1061—1065)

### Ді-л-Нуніди
- Аль-Мамун (1065—1075)
- аль-Кадір (1075), вперше

### Аміріди
- Абу-Бакр (1075—1085)
- Усман (1085—1086)

### Ді-л-Нуніди
- аль-Кадір (1085—1092), вдруге

### Джаххафіди
- Джа'фар ібн Абдаллах ібн Джаххаф (1092—1094)

### де Вівар
- Сід Кампеадор (1094—1099)
- Хімена Діас (1099—1102)

### Альморавіди
- валі у 1102—1145 роках

### Худиди
- Абу Джа'фар Ахмад (1145—1146)

### Бану Марданіс
- Мухаммад ібн Марданіс (1147—1172)

### Альмохади
- валі у 1172—1229 роках

### Бану Марданіс
- Зайян ібн Марданіс (1229—1238)